# 8612 Burov
A 8612 Burov (ideiglenes jelöléssel 1978 SS7) a Naprendszer kisbolygóövében található aszteroida. Ljudmila Vasziljevna Zsuravljova fedezte fel 1978. szeptember 26-án.